# 軽機関銃

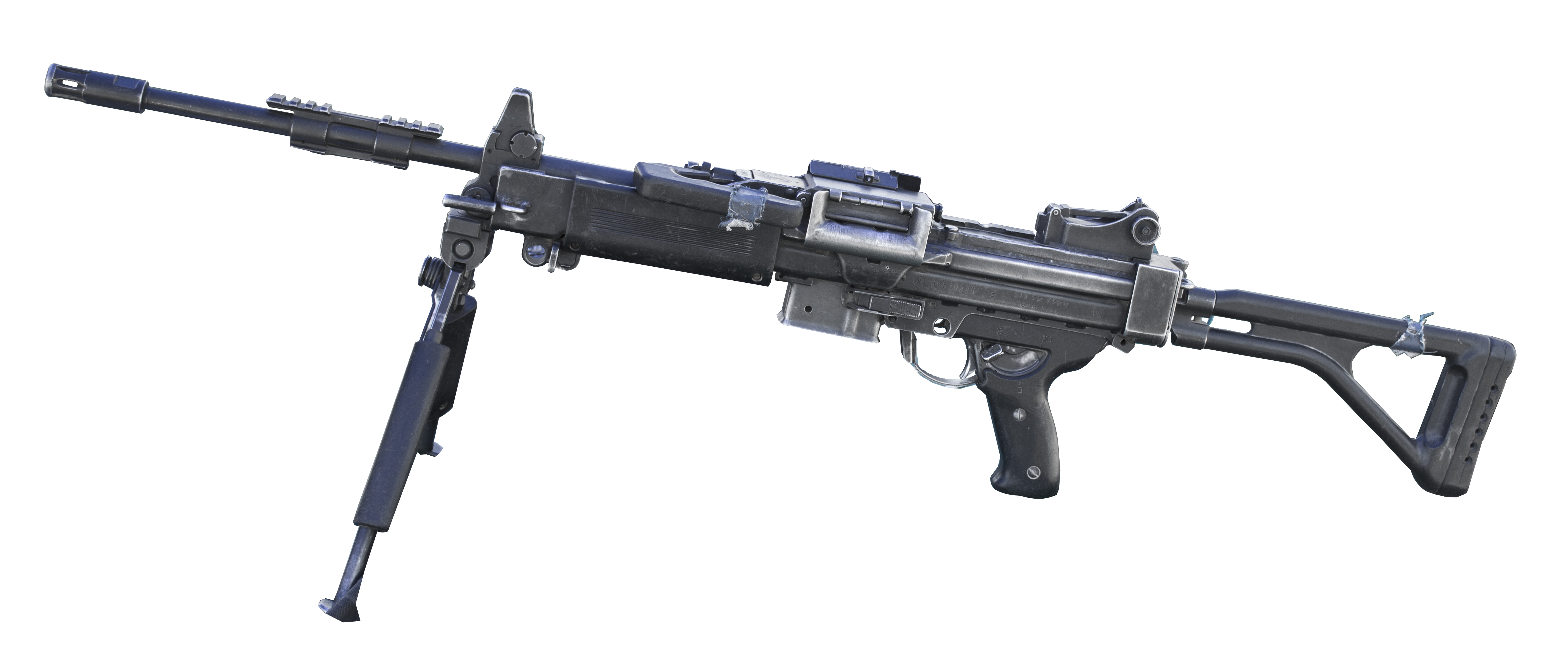
IMI ネゲヴ

軽機関銃（けいきかんじゅう、英語: Light machine gun、LMG）は、三脚や銃架に乗せて固定的に運用する重機関銃に対して、一人で持ち歩きできる程度に軽量化した野戦用の機関銃を指す。

## 定義
ブリタニカ・オンラインでは、現代的な機関銃（Machine gun）を3つのグループに分け、そのうちの軽機関銃（Light machine gun）については次のように説明している。

軽機関銃、あるいは分隊支援火器は、二脚を備え、1人の兵士によって運用される。一般的には箱型弾倉を備え、その軍隊に配備されている突撃銃と同様の小口径中間威力の弾薬を使用する。

The light machine gun, also called the squad automatic weapon, is equipped with a bipod and is operated by one soldier; it usually has a box-type magazine and is chambered for the small-calibre, intermediate-power ammunition fired by the assault rifles of its military unit.
アメリカ海兵隊では、自動小銃（Automatic Rifles）および軽機関銃（Light Machine Guns）について、次のように説明し、例としてM249軽機関銃を挙げている。

軽機関銃（LMG）の分類には、一般的に.22 - .250（5.45mm - 6mm）口径の自動火器が含まれる。典型的な軽機関銃の全重量は15 - 30ポンド程度である。通常、使用する付属品に応じて、1名ないし2名の兵士によって運用される。通常、1名の人員が運用する場合、三脚や予備銃身は使用しない。通常、軽機関銃で用いる弾頭の重量は45 - 72グレイン程度である。曝露あるいは軽く保護された人員を1,100m以内から攻撃することに適している。

The light machine gun (LMG) classification generally includes  .22 to .250 caliber (5.45mm to 6mm) automatic weapons. An LMG typically weighs between 15 and 30 pounds, complete. An LMG is normally manned by a crew of one or two individuals depending on the accessories being used. Neither a tripod nor a spare barrel is normally used with an LMG when it is manned by a single individual. Bullet weights for LMGs normally range from 45 to 72 grains. They are optimally employed against exposed and lightly protected personnel at ranges less than 1,000 meters. 
日本の防衛省の『防衛省規格 火器用語（小火器）』の中では、「小銃と同一の弾薬を用いる比較的軽量の機関銃」と定義している。

## 歴史

### 機関銃の普及と軽機関銃の登場
19世紀末に登場した当初の機関銃は、現在の分類では重機関銃に相当するもので、基本的には要塞・陣地における防御兵器として位置づけられていた。当時のヨーロッパ諸国は短期決戦を志向して、攻撃に偏重した編制・装備を採択しており、機関銃が消費する膨大な銃弾を部隊の前進にあわせて補給することの困難さもあって、日露戦争で猛威を奮った後ですら、当初は必ずしも積極的に装備化されたわけではなかった。
しかし第一次世界大戦において塹壕と鉄条網に代表される陣地戦が展開されるようになると、機関銃は飛躍的に重要性を増すことになった。陣地攻撃に先立つ入念な準備砲撃でも防御側の機関銃を完全に撲滅することは困難で、そしてたった1挺の機関銃でも旅団規模の突撃をも食い止めることができた。この結果、塹壕によって防護された機関銃は戦線膠着の最大の原因となった。
機関銃の火線のなかで歩兵が陣地攻撃を行う場合、従来のように集団で前進するのでは機関銃の好餌となることから、部隊を細分化して散開し、地形・地物を利用しながら前進する必要がある。このような疎開隊形では、歩兵の突撃による戦闘力は著しく低下することから、歩兵部隊にも機関銃を配備してこれを補うことが構想されるようになった。しかし従来の機関銃（重機関銃）は三脚などの大掛かりな銃架に据え付けられて運用されるため、安定した連続射撃や高精度の遠距離射撃が可能である反面、その名の通りに重く搬送の手間がかかり、小銃兵とともに迅速に前進するような攻撃的な運用には向いていなかった。このため、攻撃部隊とともに前進できる軽量な機関銃として登場したのが軽機関銃である。
最初の軽機関銃とされるのがマドセン機関銃だが、当初は軽量さを評価したロシア帝国陸軍が騎兵用機関銃として採用したのみであった。攻撃的に運用するための軽機関銃という点ではフランス軍のFM mle1915軽機関銃が嚆矢であり、1916年のソンムの戦いから本格的に使用されるようになったほか、翌年に採択された戦闘群戦法の基盤にもなった。またイギリス軍も新開発のルイス軽機関銃を装備化した。一方、ドイツ陸軍では、MG08重機関銃を元に銃架を外して二脚をつけたMG08/15を装備化した。
これらの軽機関銃の登場によって、攻撃時には軽機関銃は火力の中心となり、重機関銃がこれを支援するのに対し、防御時には重機関銃が火力の骨幹となり、軽機関銃がその間隙を埋め、そして攻防ともに小銃がこれら2種類の機関銃を援護するという、現代まで続く歩兵小部隊戦闘の基本が形成されることになった。

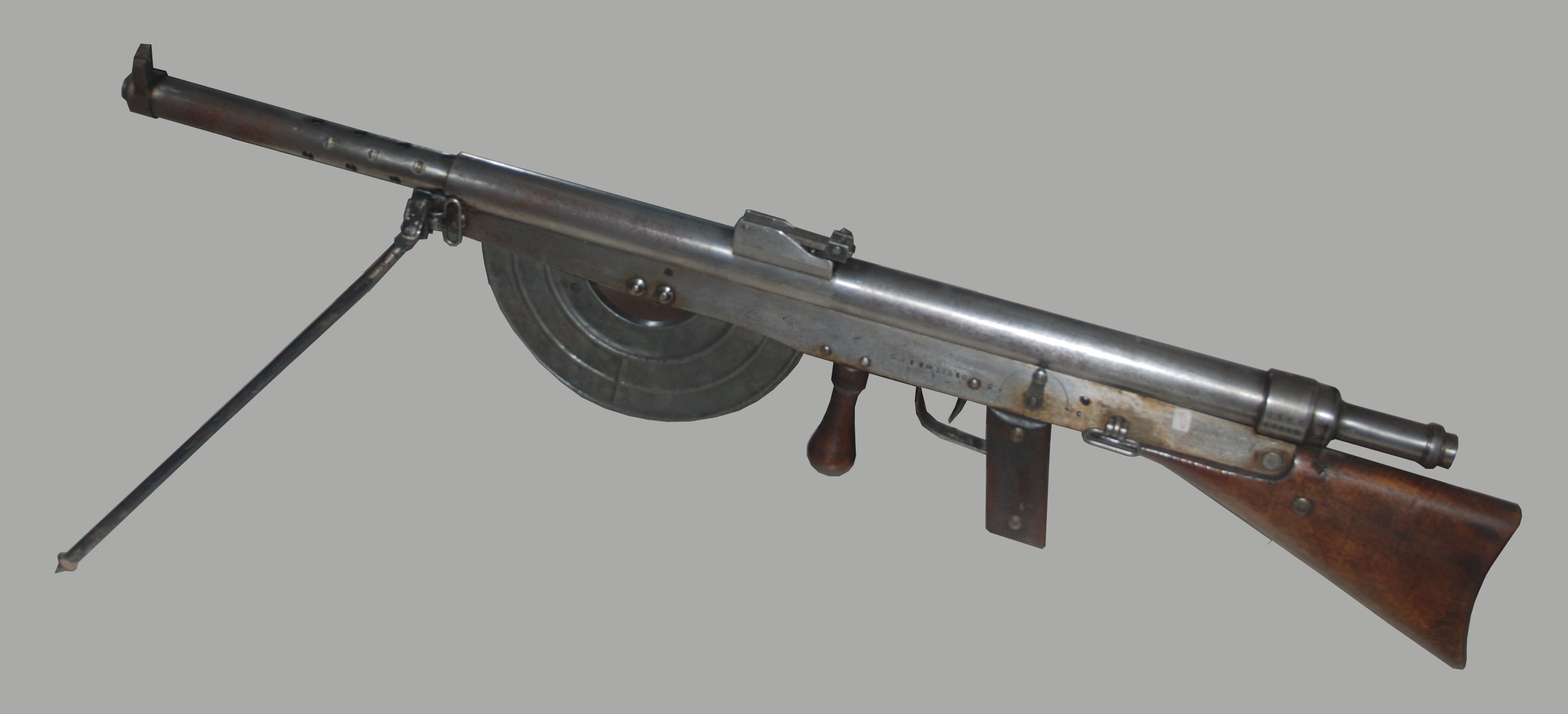
FM mle1915軽機関銃
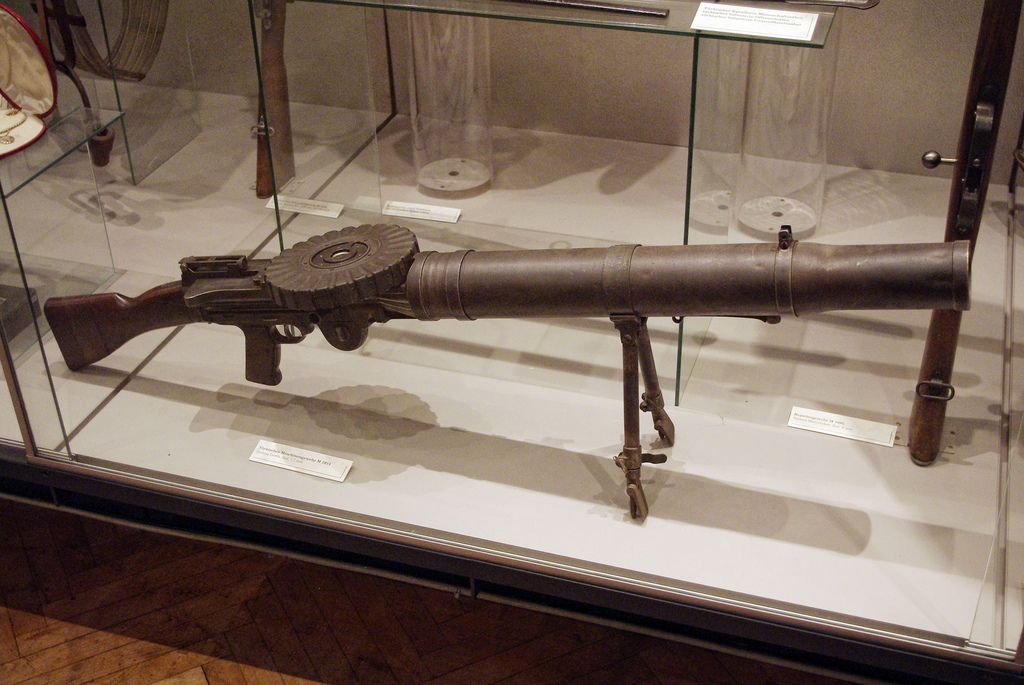
ルイス軽機関銃

### 軽機関銃の進化と汎用機関銃の登場
第一次大戦中に登場した第一世代の軽機関銃は応急措置としての性格が強く、まもなく各国で本格的に軽機関銃の研究開発が開始された。大戦末期のアメリカ軍のブローニングM1918A1 BARに始まり、1920年代には、日本の十一年式軽機関銃、フランスのFM mle1924/29軽機関銃、ソ連のDP28軽機関銃など、一気に軽機関銃の採用ラッシュが始まった。これらのうち、チェコスロバキアで開発されたブルーノZB26軽機関銃は「無故障機関銃」として定評があり、順次に改良されつつ各国でライセンス生産された。特にイギリス版のブレン軽機関銃は、ルイス軽機関銃のほかにヴィッカース重機関銃の代替も部分的に兼ねており、汎用機関銃のコンセプトの先取りでもあったが、完全な汎用化には至らなかった。
その後、真の汎用機関銃の端緒となったのがドイツのMG34機関銃であった。
これは、アクセサリーと一部のパーツを変更することで、軽機関銃から重機関銃、更には対空機関銃や車載機関銃まで使い分けることができるというものであり、ヴェルサイユ条約による重機関銃の保有禁止という制限を回避するとともに、極めて効率的な設計でもあった。第二次世界大戦でのドイツ陸軍は、MG34を軽機関銃として各歩兵分隊に1挺ずつ配備するとともに、重機関銃としても歩兵大隊の重中隊に12挺を配備していた。またその発展型のMG42もMG34とともに広く用いられたが、こちらはプレス加工を多用することで生産コストの低減に成功しており、用兵面だけでなく生産面でも画期的な銃であった。

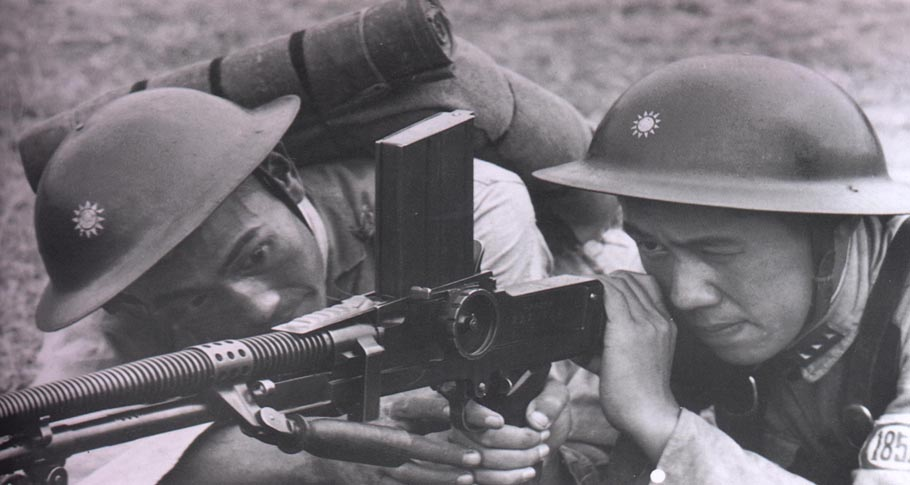
中国の国民革命軍によって使われるZB26
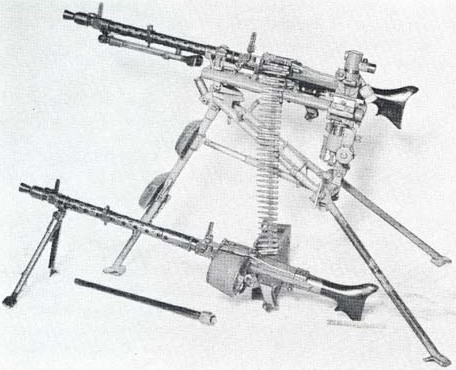
重機関銃として三脚に架されたMG34と、軽機関銃として二脚に架されたMG34

### 汎用機関銃の普及と軽機関銃の復活
大戦後の西側諸国もドイツ軍の方針を踏襲して、歩兵分隊の銃器を自動小銃と汎用機関銃に統合化し、軽機関銃は廃止される方向にあった。これに対し、東側諸国では汎用機関銃は中隊レベルの装備とされて、これとは別に分隊レベルのための軽機関銃も維持していた。また歩兵用小銃とあわせて分隊用の軽機関銃も中間弾薬に移行しており、1953年にRPD軽機関銃を導入したのち、1961年からは、AKM小銃をもとに開発されたRPK軽機関銃に移行した。
ベトナム戦争において、東側の武器体系を採用するベトナム人民軍は分隊用の軽機関銃を装備していたのに対し、アメリカ軍は汎用機関銃であるM60機関銃のみを装備していた。しかし特に徒歩行軍の機会が多い熱帯雨林や山岳地域での戦闘において、機関銃本体も弾薬も重く嵩張るM60は輸送のために労力を要し、決定的に不利であった。この経験から、アメリカ軍でも軽機関銃の重要性が再認識されるようになり、1970年代には分隊支援火器（SAW）として正式な計画が発足、1986年にはベルギーで開発されたミニミ軽機関銃がM249軽機関銃として採用された。
その後、2001年にアフガニスタン紛争が始まると、600メートルを超える長距離での交戦が当たり前となったことで、特に5.56mm弾の有効射程の短さが重大問題となった。この問題に対して、イギリス軍はL7汎用機関銃を再び分隊レベルに配備することで対応した。またアメリカ軍も、同様にM240B中機関銃を分隊レベルでも使うようになったほか、軽量型のM240Lも開発された。一方、アメリカ海兵隊はH&K HK416小銃をベースとしたM27 IAR（歩兵自動小銃）を装備化し、発射弾数よりも精密射撃を重視した制圧というコンセプトを打ち出した。ただしIARについては持続射撃能力の不足という問題があり、従来のM249軽機関銃を完全に代替することは困難と考えられている。

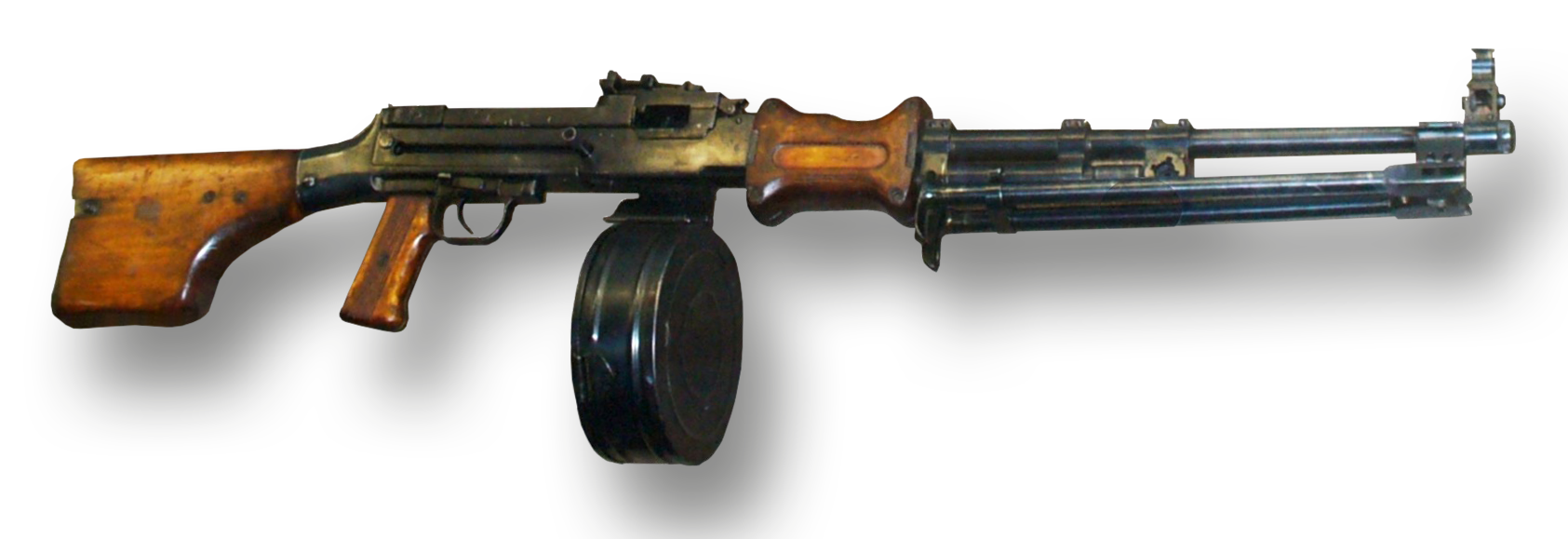
RPD
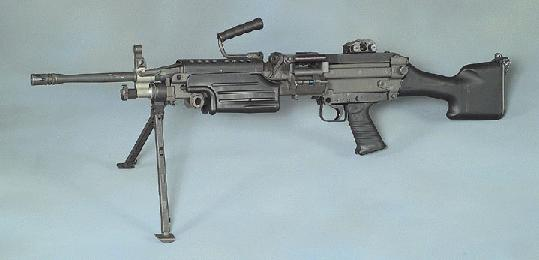
M249軽機関銃

## 軽機関銃一覧
アメリカ合衆国
- ブローニングM1918
  - ブローニング wz.1928 - ポーランドでのライセンス生産型
- ジョンソンM1941
  - ドロール - イスラエルでのライセンス生産型
- M16 LSW
- XM250

 イギリス
- ルイス
- ビッカーズ・ベルチェー
- L86 LSW

 イスラエル
- IMI ネゲヴ

 イタリア王国
- ブレダM30

 シンガポール
- ウルティマックス100

 スイス
- SIG KE7

 スペイン
- セトメ アメリ

 ソビエト連邦
- DP28
- RP-46
- RPD
- RPK
  - ツァスタバ M72 - ユーゴスラビア仕様

 大韓民国
- K3

 大日本帝国
- 十一年式軽機関銃
- 九六式軽機関銃
- 九九式軽機関銃

 チェコスロバキア
- ZB vz.26
  - Vz.52 - 改良型
  - ブレン - イギリス軍仕様

 デンマーク
- マドセン

 西ドイツ/ ドイツ
- H&K G8
- H&K MG4
- M27 IAR

 フィンランド
- ラハティ/サロランタM1926

 フランス
- ショーシャFM mle1915
- ホッチキス Mle1922
- シャテルローFM mle1924/29

 ベルギー
- FALO
- FN ミニミ
  - M249 - アメリカ軍仕様
  - Mk 48 - アメリカ特殊作戦軍仕様

 メキシコ
- メンドーサ C-1934